# Salpingotus kozlovi
Salpingotus kozlovi är en däggdjursart som beskrevs av Boris Stepanovich Vinogradov 1922. Salpingotus kozlovi ingår i släktet Salpingotus och familjen hoppmöss. IUCN kategoriserar arten globalt som livskraftig. Inga underarter finns listade i Catalogue of Life.
Individerna blir 43 till 56 mm långa (huvud och bål), har en 110 till 126 mm lång svans och väger 7 till 12 g. Bakfötterna är 24 till 27 mm långa och öronen är 9 till 12 mm stora. På ovansidan förekommer sandfärgad päls med grå skugga. Skuggan är mindre tydlig på huvudet och kroppens sidor är ljusare. Undersidan är täckt av vit till ljusgul päls. Arten har några långa hår på svansens främre del och en tofs vid svansens slut. Även bakfötternas undersida är täckt med hår samt med tjockare trampdynor.
Denna hoppmus förekommer med två från varandra skilda populationer i Kina (rovinser Gansu, Nei Mongol, Ningxia, Shaanxi, Xinjiang) och i angränsande områden av Mongoliet. Habitatet utgörs av öknar, stäpper och landskap med några buskar.
Individerna är allmänt nattaktiv men de syns ibland på dagen. De äter frön och andra växtdelar samt insekter och spindeldjur. Parningen sker i april eller maj och honan föder tre till fem ungar per kull.